# 1985 (roman av Anthony Burgess)
För andra betydelser, se 1985 (olika betydelser).
1985 är en roman av Anthony Burgess från 1978.
Boken, som anknyter till George Orwells roman 1984, är indelad i två delar. Del ett består av en essäistisk analys av romanen. Del två är en fiktiv berättelse på samma tema som Orwells roman och handlar om ett Storbritannien som kontrolleras av fackliga organisationer. Dessutom har islam fått ett starkt inflytande.